# Stepped Out
Stepped Out, hrvatski glazbeni sastav iz Splita. 

## Povijest
Ljeta 2010. pokrenuli su ovaj glazbeni projekt Sina, Đole, Stojka i Bila.
Na njih su utjecali Youth Crew, stara škola HC-a, HC 90-ih, NYHC, Umea sxe hc, Melodic HC, punk rock, straight edge hardcore, post HC. Godine 2011. ozbiljnije se krenulo s radom, u prostoru na Bačvicama. Promijenilo se par članova od početka i jedno se vrijeme stabiliziralo u postavi: Poga (Moraines, Talason, Cruz/Pilate) - bas-gitara, Vedran (Essence, Continuum) - bubanj, Frane - gitara/back vokali, Bila (Dishonest, Five Minutes to Steve, Empty Wallets) - vokal, tekstovi. Godine 2010. pokrenuli su zajednicu FFF - „Friends, Family Forever fest“ da bi trgnuli splitsku usnulu underground pozornicu i potakli hard core punk na svojevrsni revival i razvoj. Činjenica je da je Split u 2000-ih imao čak 5 kolektiva za HC i punk koncerte, a danas je ostao još FFF. Za to su doveli i ugostili mnoštvo sastava iz raznih zemalja, uključujući i skupine koje nastupaju pred stotinama, neki i pred tisućama ljudi. Radili su slušaone, koncerte, projekcije filmova, festival, a par godina imali su svoju emisiju „FFF hardcore radio show“ na nezavisnom radiu KLFM.ORG. Tu i tamo su drugi kolektivi radili HC i punk koncerte. Objavili su nekoliko nosača zvuka. Na nastupima su poznati po energičnosti. Pjevaju isključivo na engleskom jeziku. Beskompromisni, ponekad melodični, ponekad tvrdi HC zvuk, što odaje utjecaje, mješavinu europskog i američkog HC-a iz 1990-ih, stare škole, švedskog HC-a iz Umee, NYHC-a, Kalifornije i dr.

## Diskografija
Objavili su:
- Through the storms DEMO EP, ožujak 2012.
- Distorted values EP, rujan 2013.
- LIVE @Kocka, prosinac 2016.
- Voices of the uprising, kolovoz 2018.

## Članovi
Članovi su:
- Bila - vokal, tekstopisac
- Frane - gitara, pozadinski vokal
- Smola - gitara
- Poga - bas-gitara
- Vedran - bubnjevi

U postavi su bili:
- Sina - gitara, pozadinski vokal (Through the storms EP/ Distorted values EP)
- Đole - bubnjevi (Through the storms EP)
- Stojka - bas-gitara (Through the storms EP)
- Govan - bubnjevi (Distorted values EP)
- Marli - bas-gitara (Distorted values EP)
- Stojka - drums (PUNK ROCK HOLIDAY gig, Tolmin, Slovenia)

## Vanjske poveznice
- Facebook
- BandCamp
- Album Distorted Values na Mediafireu